# Antoine Gomez
Pour les articles homonymes, voir Gomez.
Antoine Gomez, né le 26 août 1927 à Rendufe, Amares (Portugal) et mort le 1er janvier 2010 à Effiat, est un coureur cycliste français d'origine portugaise.

## Biographie
Né au Portugal, il passe professionnel en 1949 après une deuxième place au championnat d’Auvergne. Vainqueur du Circuit du Cantal, il participe au Tour de France au sein d'une équipe régionale, mais abandonne dès la deuxième étape. Cette même année, il est naturalisé français le 20 mai. En 1951, il termine troisième de Paris-Montceau-les-Mines.
Il meurt le 1er janvier 2010 à Effiat dans le Puy-de-Dôme.

## Palmarès
- 1948
  - 2e du championnat d'Auvergne
- 1949
  - Circuit du Cantal
- 1951
  - 3e de Paris-Montceau-les-Mines

## Résultats sur le Tour de France

### Tour de France
1 participation
- 1949 : abandon (2e étape)